# Sóly
Sóly è un comune dell'Ungheria di 407 abitanti (dati 2001). È situato nella contea di Veszprém.